# Lisa Doorn
Lisa Doorn (8 december 2000) is een Nederlands voetbalster die vanaf het seizoen 2023/24 als verdediger uitkomt voor TSG Hoffenheim in de Frauen Bundesliga. Voordien speelde ze vijf seizoenen voor Ajax.
Doorn begon haar voetbalcarrière bij de jeugd van ZOB. Als speelster van ZOB werd ze geselecteerd voor Oranje O15. Na een periode bij CTO Amsterdam tekende ze op 17-jarige leeftijd een contract bij Ajax.
In oktober 2020 kreeg ze een bal in haar oog, waardoor ze haar gezichtsvermogen tijdelijk kwijt was. Na haar herstel schreef de oogarts haar ter bescherming een bril voor. Doorn speelde vervolgens een tijdlang met een sportbril.

## Statistieken
| Seizoen | Club           | Land      | Competitie        | Wedstrijden | Doelpunten |
| ------- | -------------- | --------- | ----------------- | ----------- | ---------- |
| 2018/19 | Ajax           | Nederland | Eredivisie        | 13          | 0          |
| 2019/20 | Ajax           | Nederland | Eredivisie        | 7           | 0          |
| 2020/21 | Ajax           | Nederland | Eredivisie        | 11          | 1          |
| 2021/22 | Ajax           | Nederland | Eredivisie        | 22          | 0          |
| 2022/23 | Ajax           | Nederland | Eredivisie        | 18          | 4          |
| 2023/24 | TSG Hoffenheim | Duitsland | Frauen Bundesliga | –           | –          |
| Totaal  | Totaal         | Totaal    | Totaal            | 71          | 5          |

Bijgewerkt mei 2023

## Erelijst
Ajax
- KNVB Beker: 2018/19, 2021/22
- Eredivisie Beker: 2020/21
- Kampioenschap Eredivisie: 2022/23